# オオグンカンドリ
オオグンカンドリ（大軍艦鳥、学名：Fregata minor） は、カツオドリ目グンカンドリ科グンカンドリ属に分類される鳥類の一種。
全世界の熱帯・亜熱帯に広く分布するグンカンドリの一種で、日本では太平洋岸に稀に迷鳥として渡来する。

## 形態
成鳥は全長100cm、翼開長230cmに達する大型の海鳥だが、体重は1.2kg程度で、大きさの割りに軽い（アホウドリとほとんど同じ大きさだが、体重は1/3程度である）。くちばしは長く、先端が鉤状に下方へ曲がる。翼は長くて幅もあり、先端が尖る。尾羽は二又に分かれ、これも長く伸びる。
オス成鳥は全身が光沢のある黒色で、喉に赤い喉袋がある特徴的な体色をしている。メス成鳥は喉から胸にかけて白く、オスメスの区別は容易である。若鳥は頭部から首、胸まで白か淡褐色で、腹も白い。

## 分布
全世界の熱帯・亜熱帯に広く分布し、7つの亜種に分けられる。おもな分布域は太平洋とインド洋で、大西洋の分布域はブラジル沖に限られる。グンカンドリ科5種類の中ではおそらく最も個体数が多いと見積もられている。日本では本州太平洋岸、伊豆・小笠原諸島、南西諸島などで迷鳥として渡来するが、特に南西諸島での記録が多い。

## 生態
大洋に点在する島嶼や小さな岩場を休憩や繁殖に利用するが、ほとんどの時間は洋上で飛翔しながら生活し、陸から数百km離れた洋上にも姿を現す。飛翔能力は非常に高く、アホウドリ類のようにあまり羽ばたかず長距離を飛ぶことができ、さらに高速での飛翔や旋回もこなす。
一方、羽毛に油分が少なく、防水性がほとんど無い為、海鳥であるにもかかわらず水面に浮く事も泳ぐ事も出来ない。万が一海に落ちた場合は大抵溺死する。
採餌の際は水面すれすれを飛び、魚類やイカなどの小動物を長いくちばしで攫う。海岸や海鳥の繁殖地にも現れ、ウミガメの子どもや鳥の卵、ヒナなどを同様に攫って捕食する。
変わった採取方法として他のミズナギドリ類やカツオドリ類などを得意の飛行能力で襲撃してしつこく追い回し、飲み込んでいた獲物を吐き出させて奪い取る行動が知られているが、水が苦手な事を知られている場合は着水や潜水をされてしまい、手出しが出来ず断念する事もある。
繁殖の際は島嶼の低木が生えた地域にコロニー（集団繁殖地）を作り、他のグンカンドリ類と混じって繁殖することもある。コロニーに降り立ったオスは赤い喉袋を風船のように膨らませてディスプレイ（求愛行動）を行う。

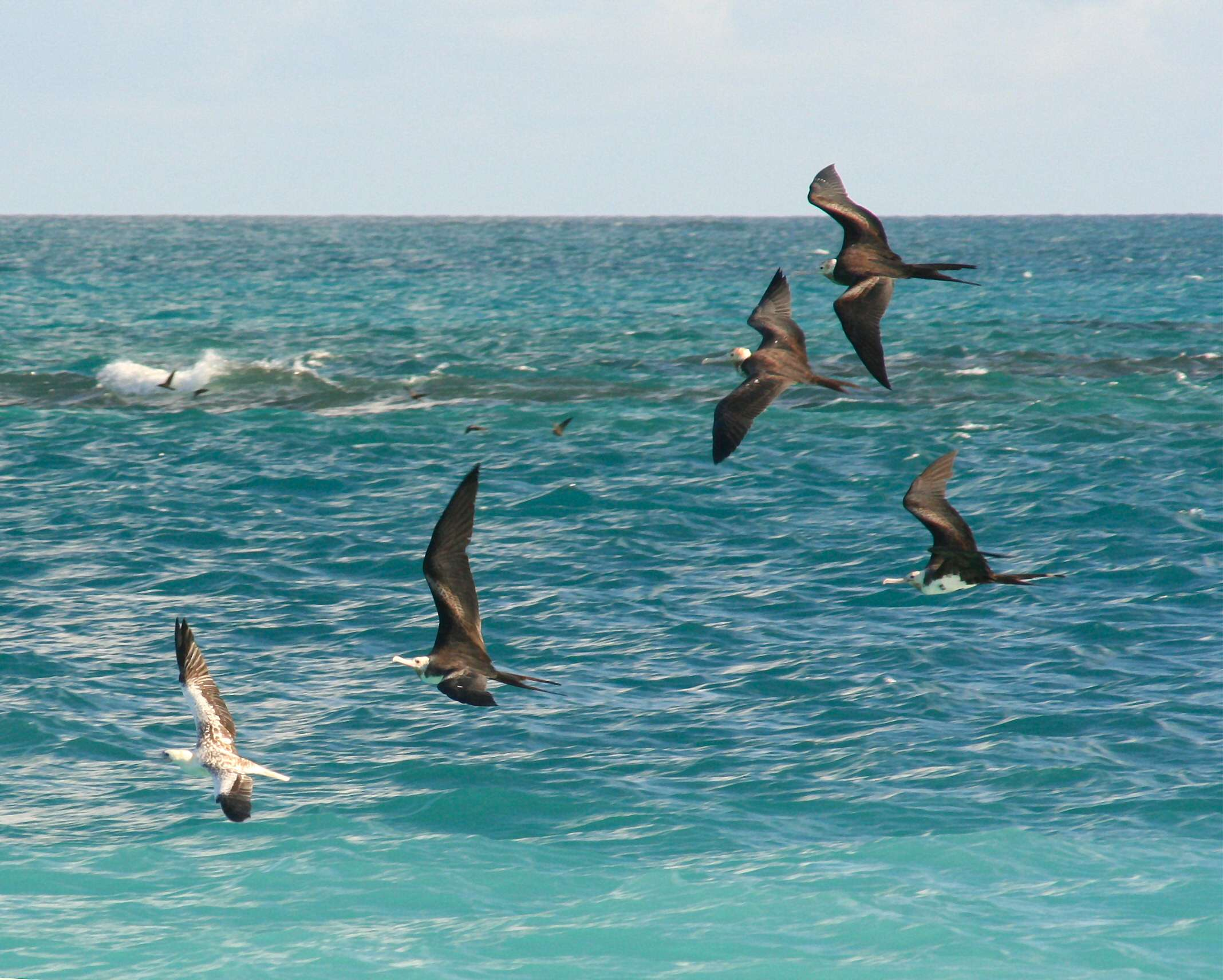
カツオドリspを4羽の若鳥が追い餌を奪取を狙う

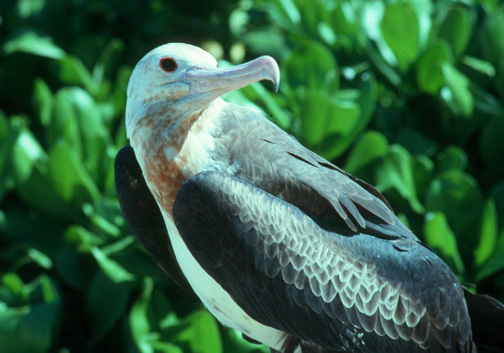
若鳥

樹上に小枝を組んで巣を作り、1個だけ産卵する。抱卵期間は45-55日、ヒナが巣立つまで約半年、ヒナが親元を離れるまでさらに約半年かかる。海鳥の中でも繁殖期間が長い部類で、親鳥は普通2年に1度しか繁殖しない。また、巣材の奪い合いをすることが多く、この際には卵やヒナが争いに巻きこまれて死ぬこともある。

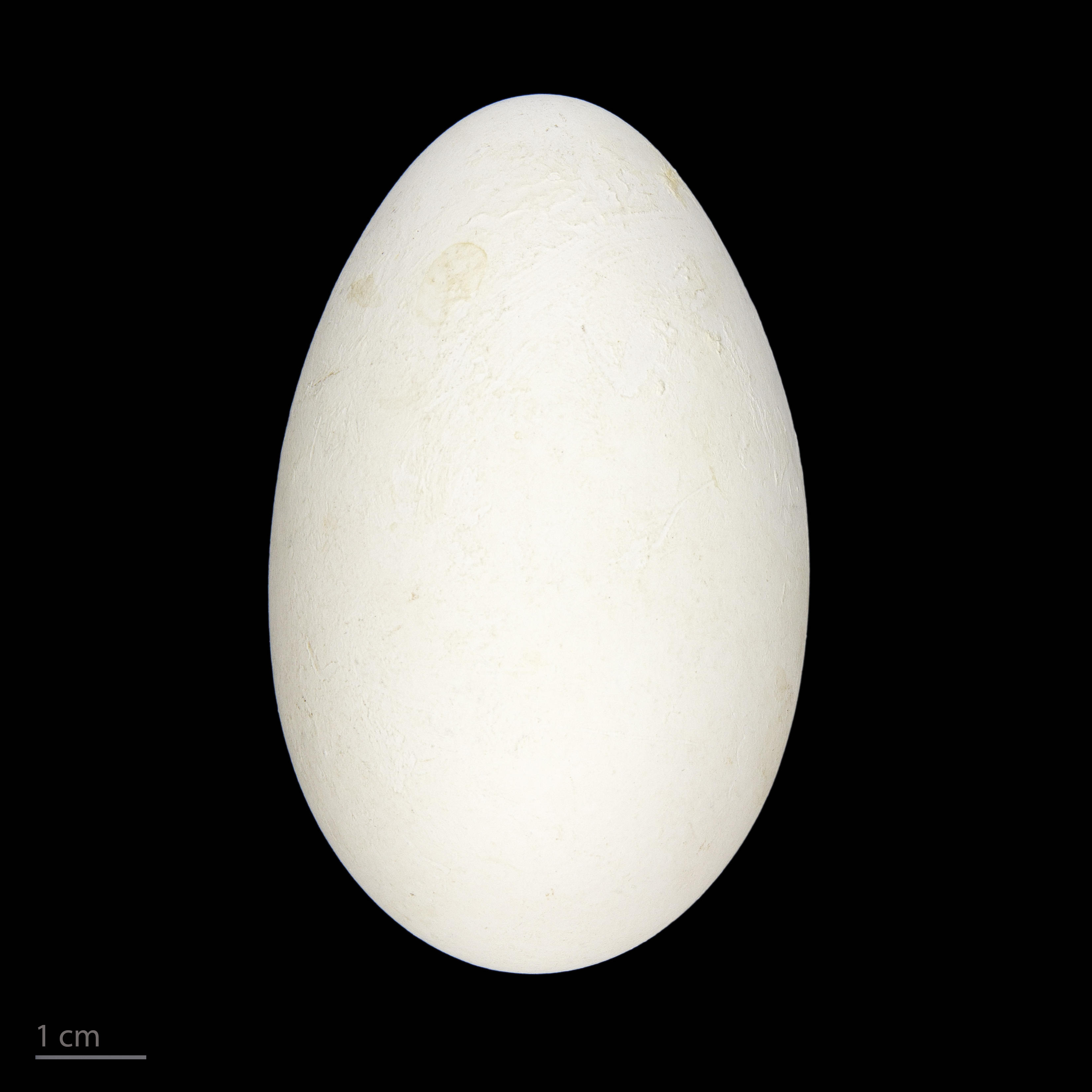
Fregata minor